# 小泽藓
小泽藓（学名：Philonotis cernua），又名垂蒴泽藓，为珠藓科泽藓属下的一个种。种加名 cernua 意为“匍匐垂下的”。